# Marco Emilio Lepido (console 158 a.C.)
Marco Emilio Lepido  (in latino Marcus Aemilius Lepidus; fl. II secolo a.C.) è stato un politico romano del II secolo a.C.

## Biografia
Viene menzionato dai Fasti consulares e da Plinio il Vecchio . Secondo quanto racconta Valerio Massimo nei suoi Factorum et dictorum memorabilium libri IX:
(Valerio Massimo, Factorum et dictorum memorabilium libri IX, III, 1.1.)